# Christian Bank
Christian Bank er en dansk tidligere fodboldspiller, der spillede som forsvar.